# Meta japonica
Meta japonica är en spindelart som beskrevs av Akio Tanikawa 1993. Meta japonica ingår i släktet Meta och familjen käkspindlar. Inga underarter finns listade i Catalogue of Life.